# Pístov (Chodová Planá)
Pístov je malá vesnice, část městyse Chodová Planá v okrese Tachov v Plzeňském kraji. Nachází se asi čtyři kilometry severovýchodně od Chodové Plané. Pístov je také název katastrálního území o rozloze 2,93 km².

## Historie
První písemná zmínka o vesnici pochází z roku 1359. V letech 1938 až 1945 byl Pístov v důsledku uzavření Mnichovské dohody přičleněn k nacistickému Německu.

## Přírodní poměry
Severozápadně od vesnice leží přírodní památka Pístovská louka.

## Obyvatelstvo
Podle sčítání 1930 zde žilo v 18 domech 100 obyvatel. 100 obyvatel se hlásilo k německé národnosti. Žilo zde 100 římských katolíků.
| Rok            | 1869 | 1880 | 1890 | 1900 | 1910 | 1921 | 1930 | 1950 | 1961 | 1970 | 1980 | 1991 | 2001 | 2011 | 2021 |
| -------------- | ---- | ---- | ---- | ---- | ---- | ---- | ---- | ---- | ---- | ---- | ---- | ---- | ---- | ---- | ---- |
| Počet obyvatel | 110  | 117  | 132  | 125  | 127  | 106  | 100  | 21   | 13   | 4    | 9    | 8    | 6    | 15   | 12   |
| Počet domů     | 16   | 16   | 17   | 17   | 18   | 18   | 18   | 11   | .    | 1    | 2    | 2    | 8    | 9    | 9    |

## Obecní správa
Pístov byl od poloviny 19. století samostatnou obcí. Od roku 1961 je částí obce Chodová Planá. V letech 1850–1899 k obci patřily Dolní Kramolín, Holubín a Chotěnov-Skláře a v letech 1850–1956 také Martinov.

## Pamětihodnosti
- Kostel svatého Bartoloměje
- Fara čp. 1
- Pomník obětem pochodu smrti

## Osobnosti
- Benedikt Rejt – architekt[ujasnit]